# Ansongo
Ansongo est une ville et commune malienne, située dans le département de la Nord'l, chef-lieu dans le cercle d'Ansongo, dans la région de Gao.

## Histoire
La commune d’Ansongo a été créée par la loi du 4 novembre 1996.

## Géographie
La commune, d’une superficie de 496 km2 regroupe 4 villages et deux factions (Ansongo, Bazi-Gourma, Bazi-Haoussa, Monzonga, Seyna-Bella, Seyna-Sonrhai) pour une population estimée en 2004 à  28 410 habitants.
La commune est traversée sur 20 km par le fleuve Niger. En dehors de cette vallée, on note quelques dunes de sable et des dépressions argileuses. La mare Majibo est la mare la plus importante de la commune. La commune est victime de l’ensablement.
Le climat est de type sahélien avec une hauteur de pluies annuelles qui varie entre 250 et 350 mm. La végétation est constituée d’une savane arborée dominée par les acacias, le Zizyphus mauritania, les balanites aegyptiaca, l’euphorbia basalmifera calotropis.
La Réserve partielle de faune d'Ansongo Ménaka est située sur le territoire de la commune. Sur la commune sont présents : varan, hippopotame, lamantin, crocodile, pintade, aigrette, héron).

## Population
La commune est constituée d’habitants de différentes ethnies : Sonrhaïs, les Tamasheqs, les Peuls, les Arabes et les Bozos..
Une partie de la population a migré vers le Nigeria, le Niger et la Côte d’Ivoire..
L’Islam est la principale religion..

## Économie
L’élevage, l’agriculture et la pêche sont les activités dominantes, suivies par l’artisanat et le commerce.
On cultive le niébé, le haricot, le sorgho et les patates.

## Éducation
Sur le plan éducatif, la commune comptait en 2005 14 premiers cycles et deux seconds cycles de l’école fondamentale, un lycée, un centre d’éducation au développement, une médersa et un jardin d’enfant

## Politique
| Année | Maire élu      | Parti politique |
| ----- | -------------- | --------------- |
| 2004  | Amadou Harouna | URD             |
| 2009  | Ahmadou Cissé  |                 |